# Sebeka, Minnesota
Sebeka, Minnesota (енгл. Sebeka) град је у америчкој савезној држави Минесота.

## Демографија
По попису из 2010. године број становника је 711, што је 1 (0,1%) становника више него 2000. године.
| Група             | 2000.       | 2010.       |
| Белци             | 685 (96,5%) | 690 (97,0%) |
| Афроамериканци    | 1 (0,1%)    | 3 (0,4%)    |
| Азијати           | 0 (0,0%)    | 0 (0,0%)    |
| Хиспаноамериканци | 18 (2,5%)   | 6 (0,8%)    |
| Укупно            | 710         | 711         |